# アリソン・バン・アイトバンク
- アリソン・ファン・アイトファンク
- アリソン・バン・ウィトバンク

アリソン・バン・アイトバンク（Alison Van Uytvanck, オランダ語発音: [aːliˈsɔn vɑn ˈœy̯tfɑŋk]; 1994年3月26日 - ）は、ベルギー出身の女子プロテニス選手。これまでにWTAツアーでシングルス4勝、ダブルス1勝を挙げている。自己最高ランキングはシングルス37位、ダブルス97位。身長173cm、体重63kg。右利き、バックハンド・ストロークは両手打ち。

## 来歴
5歳からテニスを始め、2012年にプロに転向する。
4大大会では2014年全豪オープンで初出場した。
2015年全仏オープンではノーシードからベスト8に進出した。準々決勝ではティメア・バシンスキーに 4–6, 5–7 で敗れた。
2017年9月のケベック・シティー大会の決勝でティメア・バボシュを 5–7, 6–4, 6–1 で破りWTAツアー初優勝を果たした。
2018年2月のブダペスト大会の決勝でドミニカ・チブルコバを 6–3, 3–6, 7–5 で破りツアー2勝目を挙げた。2018年ウィンブルドン選手権では2回戦で第3シードのガルビネ・ムグルサを 5–7, 6–2, 6–1 で破る殊勲を挙げ4回戦まで進出した。4回戦でダリア・カサトキナに 7-6(6), 3-6, 2-6 で敗れた。2018年8月13日付で自己最高のシングルス37位を記録している。
バン・アイトバンクは2018年3月レズビアンであることをカミングアウトしている。

## WTAツアー決勝進出結果

### シングルス: 4回 (4勝0敗)
| 大会グレード                  |
| ----------------------------- |
| グランドスラム (0–0)          |
| WTAファイナルズ (0–0)         |
| プレミア・マンダトリー (0–0)  |
| プレミア5 (0-0)               |
| WTAエリート・トロフィー (0-0) |
| プレミア (0–0)                |
| インターナショナル (4–0)      |

| 結果 | No. | 決勝日        | 大会               | サーフェス        | 対戦相手                 | スコア        |
| ---- | --- | ------------- | ------------------ | ----------------- | ------------------------ | ------------- |
| 優勝 | 1.  | 2017年9月17日 | ケベック・シティー | カーペット (室内) | ティメア・バボシュ       | 5–7, 6–4, 6–1 |
| 優勝 | 2.  | 2018年2月25日 | ブダペスト         | ハード (室内)     | ドミニカ・チブルコバ     | 6–3, 3–6, 7–5 |
| 優勝 | 3.  | 2018年2月24日 | ブダペスト         | ハード (室内)     | マルケタ・ボンドロウソバ | 1–6, 7–5, 6–2 |
| 優勝 | 4.  | 2019年9月28日 | タシケント         | ハード            | ソラナ・チルステア       | 6–2, 4–6, 6–4 |

### ダブルス: 2回 (1勝1敗)
| 結果   | No. | 決勝日         | 大会           | サーフェス    | パートナー               | 対戦相手                                                  | スコア           |
| ------ | --- | -------------- | -------------- | ------------- | ------------------------ | --------------------------------------------------------- | ---------------- |
| 準優勝 | 1.  | 2015年2月15日  | アントワープ   | ハード (室内) | アン＝ソフィー・メスタフ | アランチャ・パラ・サントンハ アナベル・メディナ・ガリゲス | 4–6, 6–3, [5–10] |
| 優勝   | 1.  | 2018年10月20日 | ルクセンブルク | ハード (室内) | グリート・ミネン         | マンディ・ミネラ ベラ・ラプコ                             | 7–6(3), 6–2      |

## 4大大会シングルス成績
略語の説明
| W | F | SF | QF | #R | RR | Q# | LQ | A | Z# | PO | G | S | B | NMS | P | NH |

W=優勝, F=準優勝, SF=ベスト4, QF=ベスト8, #R=#回戦敗退, RR=ラウンドロビン敗退, Q#=予選#回戦敗退, LQ=予選敗退, A=大会不参加, Z#=デビスカップ/BJKカップ地域ゾーン, PO=デビスカップ/BJKカッププレーオフ, G=オリンピック金メダル, S=オリンピック銀メダル, B=オリンピック銅メダル, NMS=マスターズシリーズから降格, P=開催延期, NH=開催なし.
| 大会           | 2013 | 2014 | 2015 | 2016 | 2017 | 2018 | 2019 | 通算成績 |
| -------------- | ---- | ---- | ---- | ---- | ---- | ---- | ---- | -------- |
| 全豪オープン   | A    | 1R   | 1R   | 1R   | A    | 1R   | 1R   | 0–5      |
| 全仏オープン   | A    | 1R   | QF   | A    | 2R   | 2R   | 1R   | 6–5      |
| ウィンブルドン | LQ   | 2R   | 1R   | 1R   | 1R   | 4R   | 2R   | 5–6      |
| 全米オープン   | LQ   | 1R   | 1R   | 1R   | 1R   | 1R   | 2R   | 1–6      |